# NA-2124
La NA-2124 es una Carretera local perteneciente a la Red de Carreteras de Navarra que se inicia en PK 26,15 de NA-178 y termina en PK 26,70 de NA-178. Tiene una longitud de 0,51 kilómetros.